# Club Zebra (musikklubb)
Club Zebra var en musikklubb i Kristinehamn i Värmland som grundades av racerföraren Torsten Palm 1970 och vars verksamhet upphörde i början av 1980-talet. Klubben låg på Eldaregatan 6 i en tom fastighet som ägdes av butiksägaren Sven-Erik Bergstedt. Hans butikskedja hette "Se - bra priser" och klubben fick namnet bland annat för att kunna återanvända delar av en av butikskedjans gamla skyltar. 
Club Zebra började som ett helgöppet diskotek som invigdes nyårsafton 1970 med plats för ungefär 200 gäster. Klubbens discjockeys, Anders Jansson och Bo Olson, tog över verksamheten redan efter ett halvår och kompletterade helgens danser med konserter på vardagarna. De fick ett gott rykte bland Sveriges rockmusiker och läget i Kristinehamn passade bra mellan artisternas helgspelningar i Stockholm och Oslo. Klubben besöktes bland annat av Ulf Lundell, Tomas Ledin, Magnus Uggla, Pugh Rogefeldt, Magnus Lindberg och Peps Persson. Anders Jansson och Bo Olson sålde verksamheten 1977 och startade skivbutik men verksamheten fortsatte i olika former och efter flera ägarbyte en bit in på 1980-talet.

## Sex Pistols
När punkbandet Sex Pistols bojkottades av butiker, arrangörer och radiostationer i England under 1977 genomförde de turnén "Summer of Hate" i Skandinavien och besökte bland annat Club Zebra. Gruppen hade väckt stor uppmärksamhet och bevakades av mycket journalister. Efter att ha blivit utslängda från ett hotell i Jönköping kom de några dagar tidigare till Kristinehamn. De har senare beskrivit spelningen som "att spela i någons vardagsrum" och på plats fanns den amerikanske musikjournalisten John Rockwell från New York Times trots att gruppen ännu inte givit ut något album i USA. Anders Jansson och Bo Olson hade sex månader tidigare sålt verksamheten till Lars-Göran Ginberg och Gunnar Lindberg, men de sponsrade delar av gaget på 6 000 kr för att de ansåg att det skulle vara bra reklam för deras skivbutik.

## Övrigt
Ulf Lundell gav ut skivan Club Zebra 2002 som fick sitt namn efter klubben och turnén med samma namn hade sin premiär i Kristinehamn för att hylla klubben och de som drev den. Våren 2014 premiärvisades dokumentärfilmen Club Zebra - The Movie av Bengt Löfgren som tar avstamp i spelningen med Sex Pistols.